# Cristian Peralta
Cristian Peralta (San Pedro Tlaquepaque, 2 de octubre de 1986) es un artista drag mexicano y ganador de la primera temporada de Drag Race México.

## Carrera
Peralta es un artista drag y transformista, que empezó su carrera en el mundo artístico en el año 2008, y en el arte drag en 2020; es además maquillador, e imitador de la cantante Alejandra Guzmán. Participó en la primera temporada de Drag Race México (2023), versión mexicana del concurso televisivo RuPaul's Drag Race. Tras una serie de desafíos Peralta ganó el concurso imponiéndose a las otras tres drags queens que llegaron a la final: Gala Varo, Matraka y Regina Voce. En el primer episodio, lució un traje inspirado en una jarra de Tlaquepaque que se transformó en un vestido folclórico y ganó el desafío. Realizó una imitiación de Verónica Castro para el desafío Snatch Game, así como ganó cinco desafíos en total antes de vencer a otros tres finalistas en el último episodio, en el que realizó un lip sync de «Él me mintió» de Amanda Miguel.
Evan Lambert de Xtra Magazine opinó: "Ella hizo una revelación dramática en la primera pasarela de la temporada y continuó brindando una potente combinación de estilo, talento, modestia y dedicación a lo largo de su temporada. Su amabilidad era innegable." 

## Vida personal
Peralta es originario de San Pedro Tlaquepaque, y desde 2023 vive en Guadalajara. En uno de los episodios de Drag Race México, se autoidentificó como pansexual. Tiene esposa e hija, con quienes ha colaborado en campañas para reconocer la diversidad familiar, como una colaboración con el diseñador de moda mexicano Benito Santos.

## Filmografía

### Televisión
| Año  | Título           | Papel       | Resultado | Notas        | Ref.  |
| ---- | ---------------- | ----------- | --------- | ------------ | ----- |
| 2023 | Drag Race México | Concursante | Ganadora  | 12 episodios | [ 1 ] |

| Predecesora: - | Ganadora de Drag Race México 2023 | Sucesora: Leexa Fox |